# NGC 631
NGC 631 (други обозначения – UGC 1153, MCG 1-5-7, ZWG 412.6, NPM1G +05.0064, PGC 5983) е елиптична галактика (E) в съзвездието Риби.
Обектът присъства в оригиналната редакция на „Нов общ каталог“.